# Tmesisternus apicalis
Tmesisternus apicalis là một loài bọ cánh cứng trong họ Cerambycidae.